# أحمد بن حامد آل حامد
أحمد بن حامد آل حامد (1929- 28 نوفمبر 2012)، سياسي إمارتي، شغل منصب وزير الإعلام في حكومة الشيخ مكتوم بن راشد آل مكتوم الأولى، وهو أول وزير للإعلام في تاريخ دولة الإمارات.

## حياته

### طفولته وتعليمه
ولد أحمد بن حامد آل حامد بمدينة أبوظبي سنة 1929، والده هو حامد بن بطي آل حامد القبيسي ووالدته هي شمسة بنت أحمد السويدي. تلقى تعليمته في الكتاتيب التقليدية فدرس القرآن والفقه والحساب والقراءة والكتابة، وكان يحرص على القراءة والمطالعة وحضور مجالس الأدباء والشيوخ والأعيان. لازم الشيخ زايد بن سلطان آل نهيان لسنوات طويلة وكان مرافقا له وحاضراً في مجالسه.

### ما قبل الإتحاد
عمل في دوائر حكومة إمارة أبوظبي قبل استقلال دولة الإمارات وإعلان قيام الإتحاد، فشغل منصب رئيس دائرة شؤون الموظفين وشؤون السياحة، ثم شغل منصب رئيس دائرة العمل والعمال، فنظم شؤون الاستقدام والإشراف على تنظيم استخدام العمالة الأجنبية وأصدر لوائح بخصوص المنازعات العمالية، وأعطى الأولوية في التوظيف، بعد المواطنين، لمواطني الخليج ولاسيما من الكفاءات البحرينية.
تولى لاحقا منصب رئيس دائرة الإعلام والسياحة، وبحكم هذا المنصب شارك كعضو في وفد إمارة أبوظبي في اجتماعات الاتحاد التساعي في عام 1969 إلى جانب الشيخ زايد بن سلطان آل نهيان والشيخ خليفة بن زايد آل نهيان الذي كان ولي العهد ورئيس دائرة الدفاع آنذاك، والشيخ حمدان بن محمد آل نهيان رئيس دائرة الأشغال والإعمار، وأحمد خليفة السويدي رئيس الديوان الأميري، ومحمد الحبروش السويدي نائب رئيس الديوان الأميري، وخلف بن عبدالله العتيبة والمستشاران نجم الدين عبدالله حمودي وعدنان الباجهجي.

### العمل الوزاري
اختير في ديسمبر 1971 في منصب وزير الإعلام ليكون أول وزير للإعلام في التشكيل الوزاري الاتحادي الأول. وفي التشكيل الوزاري الثاني في مارس 1973، تولى منصب وزير للإعلام والسياحة، وفي التشكيل الوزاري الثالث سنة 1977 تغير مسمى منصبه إلى «وزير الإعلام والثقافة». أما في التشكيل الوزاري الرابع سنة 1979 فقد احتفظ بمنصبه كوزير للإعلام والثقافة، وظل يشغل المنصب حتى مغادرته الحكومة مع التشكيل الوزاري الخامس سنة 1990.
في عام 1995 أصدر الشيخ زايد بن سلطان آل نهيان مرسوما بتعيينه مستشاراً خاصاً له بدرجة وزير، وظل يشغل هذا المنصب حتى وفاته.

## الإنجازات
- أسهم في تأسيس إذاعة أبوظبي في فبراير 1969 وتغير اسمها في عام 1971 إلى «صوت الإمارات العربية من أبوظبي» لتصبح بذلك الإذاعة الرسمية للدولة.[1]

- أسهم في إطلاق تلفزيون أبوظبي الذي بدأ إرساله باللونين الأبيض والأسود في أغسطس 1969، قبل أن يبدأ إرساله الملون في 4 ديسمبر 1974.[1]
- في عام 1969 أسس «شركة أبوظبي للإعلام» التي ضمت تحت جناحها جريدة «الاتحاد» وجهازي الإذاعة والتلفزيون.[1]

- تولى مهمة الإشراف على أول صحيفة تصدر من أبوظبي (صحيفة الاتحاد) في 20 أكتوبر 1969.[1]

- أشرف على إصدار صحيفة «أبوظبي نيوز» باللغة الإنجليزية التي صدر عددها الأول في 5 يوليو 1970 لمخاطبة العاملين في الإمارة من غير العرب.[1]

- وفي زمن توليه مسؤوليات الإعلام في الحكومة الاتحادية، وتحديداً في عام 1975، قررت وزارته تأسيس وكالة محلية للأنباء، بعد أن برزت حاجة ملحة لها كي تكون مصدراً رئيسياً لأخبار الدولة وإنجازاتها.[1]

- شهدت الفترة التي تولى فيها مسؤوليات الإعلام والثقافة في الحكومة الاتحادية طفرة في إنشاء المكتبات العامة وإصدار المؤلفات في شتى مجالات المعرفة وتأسيس الأنشطة الثقافية المتنوعة من خلال «الموسم الثقافي» لوزارة الإعلام.[1]
- حولت وزارته مناسبة العيد الوطني لدولة الإمارات إلى مهرجان ثقافي وفني سنوي مع دعوة إلى كل العرب للمشاركة فيه.[1]

## وفاته
توفي في 28 نوفمبر 2012 عن عمر ناهز 83 عاماً ودفن في مقبرة البطين. شاركت جموع غفيرة في تشييعه وأعضاء الأسر الحاكمة في الإمارات السبع وكبار المسؤولين.

## حياته الخاصة
تزوج من شرينة بنت خليفة السويدي وأنجب خمسة أبناء:
- شايع (متوفى في عام 2016)
- سعيد (متوفى في عام 2010)
- محمد
- خالد
- حامد (رئيس مجلس إدارة شركة القدرة القابضة).